# Édouard Dujardin

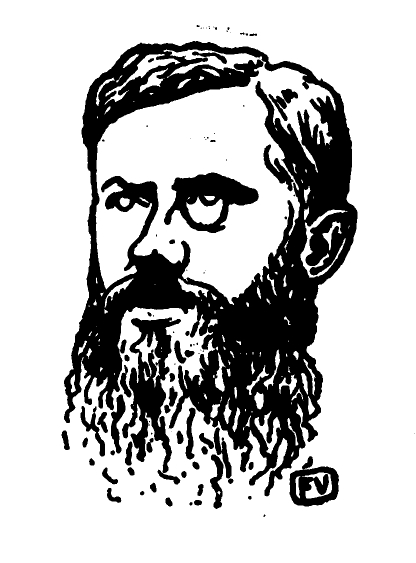
Édouard Dujardin

Édouard Dujardin (* 10. Oktober 1861 in Saint-Gervais-la-Forêt; † 31. Oktober 1949 in Paris) war ein französischer Schriftsteller und Redakteur sowie Gesellschafts-, Literatur- und Kunstkritiker.

## Leben
Édouard Dujardin war befreundet mit Stéphane Mallarmé und den französischen Symbolisten. 1885 begründete er die Revue Wagnérienne. Von 1917 bis 1928 leitete er die Cahiers Idéalistes Francais. In den 1930er Jahren radikalisierte sich seine Sicht auf die Gesellschaft. Auf dem antifaschistischen „Internationalen Schriftstellerkongress zur Verteidigung der Kultur“ (Paris 1935) hielt er eine Rede, in der er vehement für „eine neue Kultur“ plädierte: „Die Revolution darf weder die Kultur noch die Einrichtungen der alten Gesellschaft übernehmen.“ Seine Rede endete: „Das Proletariat braucht eine proletarische Kultur. Die Revolution braucht eine revolutionäre Kultur.“. Er selbst veröffentlichte allerdings in der Zeit der deutschen Besatzung (1940–1944) auch Schriften, die als kollaborationsnah gelten.
Dujardin  gilt mit seinem Roman Les lauriers sont coupés (1887) (deutsch: Geschnittener Lorbeer, Die Lorbeerbäume sind geschnitten) als Vorläufer der Erzähltechnik des Bewusstseinsstroms. Er hatte entscheidenden Einfluss auf die Entwicklung des Romans im 20. Jahrhundert, insbesondere bei Marcel Proust und James Joyce. Der österreichische Schriftsteller Arthur Schnitzler führte nach der Lektüre seines Romans diese Technik in die deutsche Literatur ein.

## Werke (Auswahl)
- Les Lauriers sont coupés (zuerst Mai – August 1887 in Fortsetzungen in der Zeitschrift La Revue Indépendante) Librairie de la R. I., Paris 1888 (weitere Aufl. in Frz. 1897; 1925: mit Textvarianten)[3]
  - in Deutsch: Geschnittener Lorbeer. Übers. Günter Herburger. Kiepenheuer & Witsch, Köln 1966
  - in Deutsch: Die Lorbeerbäume sind geschnitten. Übers. Irene Riesen. Nachwort Fritz Senn. Haffmans, Zürich 1984 ISBN 3251000470
- Antonia 1891
- La Comédie des amours, 1891
- Le Délassement du guerrier, 1904
- La source du fleuve chretien: Histoire critique du judaïsme ancien et du christianisme primitif, 1906
- De l'ancêtre mythique au chef moderne, 1943[4]

## Belege
1. ↑  Paris 1935. Erster internationaler Schriftstellerkongreß zur Verteidigung der Kultur. Reden und Dokumente. Mit Materialien der Londoner Schriftstellerkonferenz 1936. Akademie, Berlin 1982, S. 63f.
2. ↑  Die Titel beider Übersetzungen sind unschön übersetzt. Erika Höhnisch meint, der Sinn ist, „die Lorbeerbäume sind gefällt“ oder „es wächst kein Lorbeer mehr“, auch gesehen mit Blick auf den ganzen Inhalt des Romans. Sie sieht eine gemeinsame Anspielung auf Petrarcas Laura und auf ein sehr bekanntes französ. Volkslied zu einem Kreiselspiel, in dem der Titel wörtlich vorkommt. Ebd. S. 118ff.
3. ↑  Version 1887 in frz. Sprache
4. ↑  Ein Dokument der Kollaboration mit der deutschen Besatzungsmacht

| Personendaten    | Personendaten                |
| ---------------- | ---------------------------- |
| NAME             | Dujardin, Édouard            |
| KURZBESCHREIBUNG | französischer Schriftsteller |
| GEBURTSDATUM     | 10. Oktober 1861             |
| GEBURTSORT       | Saint-Gervais-la-Forêt       |
| STERBEDATUM      | 31. Oktober 1949             |
| STERBEORT        | Paris                        |